# Cụm cảng hàng không
Cụm cảng hàng không là một khái niệm về chức năng quản lý của một trung tâm hàng không dân dụng của một khu vực, một vùng, một miền nhất định.
Hai mươi sân bay tại Việt Nam với hoạt động dân sự thường xuyên, được phân chia thành ba cụm cảng hàng không, tương ứng với ba miền: bắc, trung và nam và thuộc Cục hàng không dân dụng Việt Nam.
- Cụm cảng hàng không Miền Bắc, viết tắt: NAA, đặt tại sân bay quốc tế Nội Bài, viết tắt HAN, quản lý các sân bay: HAN tại Hà Nội; HPH tại Hải Phòng; VDO tại Quảng Ninh; DIN tại Điện Biên Phủ; SQC tại Nà Sản; VII tại Vinh.
- Cụm cảng hàng không Miền Trung[1], viết tắt: MAA, đặt tại Sân bay quốc tế Đà Nẵng, viết tắt DAD, quản lý các sân bay: DAD tại Đà Nẵng, HUI tại Phú Bài; CRX tại Cam Ranh; VCL tại Chu Lai; UIH tại Phù Cát; TBB tại Tuy Hoà; PXU tại Pleiku.
- Cụm cảng hàng không Miền Nam[2], viết tắt: SAA, đặt tại Sân bay quốc tế Tân Sơn Nhất, viết tắt: SGN, quản lý các sân bay: SGN tại Thành phố Hồ Chí Minh; DLI tại Liên Khương; BMV tại Buôn Ma Thuột; VCS tại Côn Sơn; VKG tại Rạch Giá; PQC tại Phú Quốc; CAH tại Cà Mau; VCA tại Cần Thơ.

Tại Việt Nam, các sân bay không có hoạt động hàng không dân sự mà chỉ có hoạt động hàng không quân sự sẽ không chịu sự quản lý của các Cụm cảng hàng không mà chịu sự quản lý của Bộ Quốc phòng Việt Nam.